# Mosetén (langue)
Cet article concerne les langues mosestén. Pour le peuple mosetén, voir Mosetén.
Le mosetén est une langue amérindienne de Bolivie, parlée dans l’Ouest de l’Amazone. Elle est très proche ou est une variante du chimane, les deux langues étant mutuellement intelligibles mais considérées comme deux langues distinctes par les Mosetenes et Chimane.